# Желтиково (Тульская область)
Желтиково — деревня в Суворовском районе Тульской области России. 
В рамках административно-территориального устройства входит в Марковскую сельскую территорию Суворовского района, в рамках организации местного самоуправления входит в Юго-Восточное сельское поселение.

## География
Расположена в 72 км к западу от центра города Тулы, на северо-восточной границе города Суворов.

## Население
| 2002 | 2010 |
| ---- | ---- |
| 133  | ↗155 |